# Okres Gorlice
Okres Gorlice (polsky Powiat gorlicki) je okres v polském Malopolském vojvodství. Rozlohu má 966,46 km² a v roce 2020 zde žilo 108 487 obyvatel. Sídlem správy okresu je město Gorlice.

## Gminy
Městsko-vesnické:
- Biecz
- Bobowa

Vesnické:
- Gorlice
- Lipinki
- Łużna
- Moszczenica
- Ropa
- Sękowa
- Uście Gorlickie

## Města
- Biecz
- Bobowa
- Gorlice

## Sousední okresy
| Růžice kompasu |           | Tarnów        |       | Růžice kompasu |
| Růžice kompasu | Nowy Sącz | Sever         | Jasło | Růžice kompasu |
| Růžice kompasu | Nowy Sącz | Okres Gorlice | Jasło | Růžice kompasu |
| Růžice kompasu | Nowy Sącz | Jih           | Jasło | Růžice kompasu |
| Růžice kompasu |           |               |       | Růžice kompasu |